# Sanvordem
Sanvordem är en ort i Indien.   Den ligger i distriktet South Goa och delstaten Goa, i den sydvästra delen av landet, 1 500 km söder om huvudstaden New Delhi. Sanvordem ligger 20 meter över havet och antalet invånare är 5 051.
Terrängen runt Sanvordem är huvudsakligen platt, men söderut är den kuperad. Runt Sanvordem är det ganska tätbefolkat, med 93 invånare per kvadratkilometer. Närmaste större samhälle är Madgaon, 17,4 km väster om Sanvordem. I omgivningarna runt Sanvordem växer huvudsakligen savannskog.